# Valter Župan
Mons. Valter Župan (10. srpna 1938, Ćunski) je chorvatský katolický duchovní a biskup.

## Životopis
Narodil se 10. srpna 1938 v Ćunskim. Navštěvoval gymnázium v Zadaru a ukončil ho v Pazinu, v Zadaru také vstoupil do semináře. Filosofická a teologická studia získal také v Pazinu, kam byla přesunuta Vysoká teologická škola v Rijece.
Kněžské svěcení přijal 8. července 1962 pro diecézi Krk. V letech 1962 - 1970 byl spolupracovníkem vikáře v Malim Lošinju. Dále působil jako farář a děkan v Omišalju a Cresu, farář a děkan v Malim Lošinju. V letech 1989 - 1997 byl generálním vikářem diecéze Krk. Dne 6. října 1997 byl jmenován diecézním administrátorem. Tento úřad vykonával do 31. ledna 1998, kdy byl papežem Janem Pavlem II. ustanoven biskupem diecéze Kru.
Biskupské svěcení přijal 15. března stejného roku, z rukou Josipa Bozaniće a spolusvětiteli byli Anton Tamarut a Ivan Milovan.
V Chorvatské biskupské konferenci má službu předsedy Rady pro pastoraci rodiny.
Dne 24. ledna 2015 přijal papež František, z důvodu dosažení kanonického věku 75 let, jeho rezignaci na post biskupa Krku.